# アカシュモクザメ
アカシュモクザメ (Sphyrna lewini) は、軟骨魚類メジロザメ目シュモクザメ科に分類されるサメの一種。

## 形態
最大で全長430cm、体重152.4kgに達する。北西大西洋では、雄は全長1.8m（体重約29kg相当）、雌は2.5m（体重約80kg相当）で成熟する。頭部の"ハンマー"は湾曲し、中央に窪みがあることが特徴で、他のシュモクザメ類と見分けるポイントになる。和名の”アカ”とは肌と肉の色に赤みが入っていることからであり、外観が赤いと言う訳ではない。シロシュモクザメは名前のように、肉の色が白みがかっていることから、その名が付いている。
2013年11月、アメリカ・サウスカロライナ大学のジョー・クワトロ（Joe Quattro）教授らの研究チームは、アカシュモクザメの標本を詳細に分析した結果、外観はアカシュモクザメに非常に似ているものの遺伝子レベルで異なる新種のシュモクザメを発見した。このように形態的分類が困難な生物は隠蔽種（英：cryptic species）として知られ、英名で「カロライナ・ハンマーヘッド」（英：Carolina hammerhead）と名付けられた今回の新種もそのひとつである。今回の研究論文は、電子ジャーナル「Zootaxa」（英：Zootaxa）に発表された。

## 生態
熱帯から温帯の沿岸域に生息する。大陸棚や島の周辺海域にいるが、外洋に泳ぎ出すこともある。
さまざまな種類の魚、甲殻類、頭足類を捕食する。また、小型のサメやエイも捕食の対象になる。アカエイ類は尾に鋭い毒針を持つが、アカシュモクザメには通用しないらしく、口や消化管内にはこの毒針が多数見つかることもある。
特徴的な頭部で海底付近のエイのいる場所を探して掘り出し、そこからエイを砂から追い出した後に、頭部をエイに打ち付けて弱らせ、更にエイを海底にT字型の頭部で押さえ込む格好にしてから捕食する。なお、頭部は金槌のように使うのではなく、T字部分全体を相手に振り下ろす形で使用するとされる。
胎生。胎仔は子宮内で卵黄の栄養分を使いながら大きくなる。雌は9 - 10 ヶ月の妊娠期間を経て、12 - 38 尾の子どもを産む。産まれたばかりの子どもは40 cm 前後で、ハワイなどでは大きなサメが入ってこない島の浅瀬などに子どもの「保育所」があり、しばらくの間はそこに留まって成長する。

## 人との関わり
日本近海には本種の他にシロシュモクザメ、ヒラシュモクザメなどが分布しているが、本種はその中で最も個体数が多く、日本近海のサメの中でも、かなり警戒されている種である。一般的にシュモクザメ類は、メジロザメ科のサメや、ホホジロザメほど人を襲うことはなく、死亡例は殆どないと言われるものの、サメ類全般の中ではやや性質は荒く、本種は海水浴場のような場所や、人の脚が立つような比較的浅い海域にも進出し、駆除の対象にもなることから、近寄らないように警戒を呼びかけている。
鰭は食用とされ、肉・肝油などが利用されることもある。水産上重要種ではないが、その肉はかまぼこなどの材料にされる。
本種を対象とした漁業による乱獲および混獲により、生息数は激減している。